# Braschwitz
Braschwitz – dzielnica miasta Landsberg w Niemczech, w kraju związkowym Saksonia-Anhalt, w powiecie Saale.
Do 19 kwietnia 2010 była to samodzielna gmina należąca do wspólnoty administracyjnej Östlicher Saalkreis. Do 30 czerwca 2007 gmina należała do powiatu Saal.

## Geografia
Braschwitz położony jest ok. 5 km na wschód od Halle (Saale).